# 戰慄時空2：二部曲
《戰慄時空2：二部曲》（中国大陆又译作）是由Valve所開發的第一人稱射擊遊戲《戰慄時空2》續作三部曲中的第二部，前作《首部曲：浩劫重生》與本作分別同時由不同的製作小組開發。《戰慄時空2：首部曲》最初發行時被收錄在一個五合一遊戲包《橘盒》中，單獨發行版本則可以透過Steam線上購買。

## 劇情

官方Logo

二部曲的劇情緊接著首部曲的最後，高登和艾莉絲搭乘的火車受到城塔爆破的波及而毀壞，幸運的是毀壞處附近找到了通訊設備，艾莉絲跟伊萊通訊得知城塔的毀壞會開啟一個更大的传送门，若不想辦法將傳送門關閉的話將會再上演一次「七小時戰役」，而且這一次將會連七分鐘都撐不住，艾莉絲在城塔中取得的資料將可以關閉那個传送门，他們的失事處正好離伊萊他們的基地白森林不遠，因此高登一行人立刻啟程趕往白森林。
但就在即將啟程趕往白森林的時候艾利斯遭受到獵人的襲擊，就在危急關頭弗地岡人及時出現並且搶救，但是艾莉絲身受重傷，性命垂危。為了拯救愛莉絲，高登和弗地岡人一起潛入礦坑的獅蟻巢窟以取得獅蟻幼蟲的萃取液，在經歷了眾多獅蟻以及殭屍群的重重包圍下，終於取得了萃取液並且拯救了艾莉絲。繼續展開趕往白森林的危險旅程。
一離開礦坑之後，高登一行人發現合成人正率領著大量的部隊往白森林的方向前進，眼見不妙的高登和艾莉絲立即尋找越野車並且火速往白森林的方向趕去，沒想到合成人在路途上布置了各種的包圍網，想盡辦法要取回艾利斯身上的關鍵資料‧‧‧
殺出了一條血路之後，高登一行人在狗狗的搭救之下成功的到達了白森林基地，但是在享受父女重逢的感動之前，馬諾森博士要高登去檢查火箭發射艙的內部以確保火箭發射時不會發生意外，結果卻發現了合成人軍隊從發射艙頂部展開入侵，高登適時的將這些合成人擊退並且關閉艙門，回到控制室查看克萊納博士解碼的資料卻發現莫斯曼博士所在的地方跟光圈科技有著非常密切的關係，拯救莫斯曼勢必是關閉傳送門之後得儘快執行的行動。
但是在火箭即將發射的前一刻，合成人的長腳蜘蛛部隊跟獵人護衛隊往白森林的基地殺了過來，馬諾森博士便命令高登利用馬諾森系統來摧毀這些長腳蜘蛛跟獵人，在防禦住合成人重重的圍攻之後，火箭終於成功的發射了，城塔的传送门也順利的被關閉。現在高登跟艾莉絲接下來要做的就是搭乘直升機火速趕往光圈科技所在的北極以拯救莫斯曼。
但是就在即將啟程的時候，兩隻合成人顧問突然出現並且襲擊高登一行人，伊萊為了拯救艾莉絲而被合成人顧問抓住並且被吸食腦髓，只有戈登和艾莉絲被及时赶到的狗狗(機器狗)救下,伊萊(艾莉絲的父親)被合成人顧問吸食腦髓犧牲了，遊戲也伴隨艾莉絲的哭聲而結束…

## 外部連結
- (en) 戰慄時空2：二部曲官方網頁 （页面存档备份，存于）